# La Mort dans le Miroir
La Mort dans le Miroir (The White Priory Murders dans l'édition originale américaine) est un roman policier de John Dickson Carr publié en 1934, sous le pseudonyme de « Carter Dickson ». 
Ce « whodunit » est le deuxième roman de la série mettant en scène le personnage de Sir Henry Merrivale. 
Le roman met en scène une énigme en chambre close dans laquelle une actrice est assassinée dans une maison. Lors de la découverte du corps, elle était seule. Il avait neigé et, aux abords de la maison, la neige fraiche ne comporte aucune trace de pas provenant de l'intérieur de la maison. La maison est isolée, il n'y a pas d'arbres à proximité, il n'y a pas de souterrain secret, il n'y a pas de trous dans la neige laissant à penser à des échasses. Mais, alors qu'on est en pleine enquête, un second meurtre est commis.
Le titre est lié au nom attribué à la résidence dans laquelle l'actrice a été assassinée : la maison « Le Miroir de la Reine ».

## Personnages
- Les victimes
  - Marcia Tait : actrice devant jouer avec Jervis Willard l'un des rôles principaux d'une pièce
  - Carl Rainger : producteur américain de cinéma

- Les enquêteurs
  - Henry Merrivale
  - Humphrey Masters : inspecteur-chef à Scotland Yard
  - M. Potter : collègue et adjoint de Masters
  - James Bennet : neveu d'Henry Merrivale

- Les témoins et suspects
  - Maurice Bohun (dit « le Vieux Pédant ») : auteur de pièces de théâtre
  - John Bohun : metteur en scène ; frère de Maurice
  - Jervis Willard : acteur devant jouer avec Marcia Tait l'un des rôles principaux d'une pièce
  - Tim Emery : journaliste américain
  - Lord Canifest (cité uniquement) : producteur anglais de pièces de théâtre
  - Louise Canifest : sa fille ; amie de Katherine Bohun
  - Katherine Bohun : 20 ans ; nièce des frères Bohun ; amie de Louise Canifest

- Autres personnages
  - Docteur Wynne : médecin-légiste
  - Mme et M. Thompson : domestiques de Maurice Bohun

## Résumé
Le roman comporte 20 chapitres.

### Mise en place de l’intrigue
Chapitres 1 à 4.
James Bennet, neveu d'Henry Merrivale, est le témoin principal des faits qui suivent.
Marcia Tait est une actrice qui revient d'une tournée aux États-Unis où elle s'est fait connaître. Elle doit bientôt jouer dans une des pièces de Maurice Bohun.
Le 22 décembre, en arrivant sur le sol anglais, elle a reçu une boîte de chocolats envoyée par un admirateur secret : deux des chocolats étaient empoisonnés à la strychnine.
Marcia est logée dans l'une des maisons de l'immense propriété « White Priory » de Maurice Bohun, le célèbre dramaturge. La résidence se situe dans le Surrey, près d'Epsom. Marcia doit loger dans la maison « Le Miroir de la Reine ». 
Le 23 décembre, quelqu'un l'aurait poussée dans l'escalier, manquant de justesse de la blesser grièvement. 
Le 24 décembre, alors que James Bennett est invité à se rendre chez Marcia Tait pour le petit déjeuner, il aperçoit près de la maison John Bohun, qui lui apprend qu'il vient de découvrir Marcia assassinée. Lors de la découverte du corps, elle était seule. Il avait neigé et la neige fraiche ne comporte aucune trace de pas provenant de l'intérieur de la maison. Par la suite le lecteur apprendra que la maison est isolée, qu'il n'y a pas d'arbres à proximité, qu'il n'y a pas de trous dans la neige laissant à penser à l'utilisation d'échasses ou de transport d'arbre en arbre, qu'il n'y a pas de souterrain secret. Il n'y a que les traces de pas dans la neige de John Bohun et James Bennett qui l'y a rejoint. La maison contient trois pièces : la chambre, les toilettes/salle de bain, et le salon. La cheminée du salon est large à sa base mais étroite au sommet, empêchant quiconque de sortir par le toit.
La jeune et belle actrice a été frappée avec force au visage et sur le crâne. Il y a eu lutte. La maison est fouillée par les deux hommes : il n'y a personne d'autre que le cadavre.

### Enquête sans Merrivale
Chapitres 5 à 16.
L'inspecteur-chef Humphrey Masters, de Scotland Yard, arrive sur les lieux et commence son enquête. Celle-ci est compliquée par les faits déjà décrits (aucune trace de pas dans la neige laissant penser que le meurtrier ait quitté les lieux). Selon les témoignages concordants, il a neigé de minuit à 2 heures du matin. Selon le médecin légiste, la mort est intervenue entre 3 h et 3 h 30. Si l’assassin a quitté les lieux, il devrait y avoir ses traces de pas.
James Bennett a une brève discussion avec Katherine. Elle est bouleversée par la mort de Marcia et aussi parce que quelqu'un a agressé vers 4 h du matin son amie Louise Canifest. Elle évoque aussi le fait que Marcia aurait été assassinée avec le manche d'une cravache.
Carl Rainger explique qu'il avait raccompagné Marcia à minuit dans la maison et qu'elle était vivante. Il propose une explication technique sur le modus operandi du meurtrier. Ce meurtrier serait selon lui entré dans la maison, a eu une altercation avec Marcia, est sorti en reculant sur ses propres pas, a chaussé des bottes puis, au petit matin, est revenu à la maison en marchant sur ses propres traces. Là, il a « découvert » la mort de Marcia et a attendu la première personne à passer à proximité, en l'occurrence James Bennett. Le meurtrier est de toute évidence, selon lui, le metteur en scène John Bohun. Il lance aussi une « bombe » : Marcia était mariée avec quelqu'un, mais elle avait aussi une liaison sentimentale avec John Bohun. 
On apprend peu de temps après que Marcia venait de découvrir une nouvelle importante : lord Canifest, qui espérait l'épouser, venait d'annoncer officiellement qu'il renonçait à financer la pièce de théâtre écrite par Maurice Bohun, mise en scène par John Bohun et dans laquelle Marcia et Jervis Willard devaient avoir les rôles principaux.
Les choses se précipitent : Kate et Louise sont suspectées en raison de leur emploi du temps. John Bohun tente de se suicider en se tirant une balle dans le cœur. S'étant raté mais néanmoins grièvement blessé, il est emmené à l'hôpital. Une lettre d'adieu qu'il a rédigée est retrouvée : il avoue avoir tenté, quelques heures auparavant, d'attenter à la vie de lord Canifest ; on apprend que ce dernier a très bien récupéré. 
C'est alors que sir Merrivale arrive sur les lieux. Il évince Masters et prend en charge l'enquête, interrogeant plusieurs personnes (Maurice Bohun, Kate, les époux Thompson) et visitant les lieux

### Enquête avec Merrivale et second meurtre
Chapitres 17 et 18.
Carl Rainger est retrouvé étranglé.

### Dénouement et révélations finales
Chapitres 19 et 20.

## Éditions
Éditions originales en anglais
- (en) The White Priory Murders, New York, Morrow, 1934 — édition originale américaine.
- (en) The White Priory Murders, Londres, Heinemann, 1935 — édition originale britannique.

Éditions françaises
- (fr) Carter Dickson (auteur) et Armène Repond (traducteur), S.M. intervient [« The White Priory Murders »], Genève, Hachette, coll. « Détective-club », 1945Première parution du roman en français, à Genève, dans une traduction tronquée.
- (fr) John Dickson Carr (auteur) et Armène Repond (traducteur) (trad. de l'anglais), La Mort dans le Miroir [« The White Priory Murders »], Paris, Librairie des Champs-Élysées, coll. « Le Masque no 2096 », 1992, 213 p. (ISBN 2-7024-2292-6, BNF 35531237)  La collection Le Masque publie la traduction déjà parue en Suisse sous le titre S.M. intervient sous un nouveau titre et dans une version revue et complétée.
- (fr) John Dickson Carr (auteur) et Armène Repond (traducteur) (trad. de l'anglais), La Mort dans le Miroir [« The White Priory Murders »], « in » J.D. Carr, vol. 3 - Sir Henry Merrivale (1934-1937), Paris, Librairie des Champs-Élysées, coll. « Les Intégrales du Masque. », 1993, 1084 p. (ISBN 2-7024-2338-8, BNF 35585342) Ce volume omnibus réunit les romans suivants : La Maison de la peste, La Mort dans le Miroir, La Maison du Bourreau, Les Meurtres de la licorne, Arsenic et Boutons de manchette

## Source bibliographique
- Roland Lacourbe, John Dickson Carr : scribe du miracle. Inventaire d'une œuvre, Encrage, 1997, p. 74-75.